# Enrique Gil y Carrasco
Enrique Gil y Carrasco (Villafranca del Bierzo, 15 luglio 1815 – Berlino, 22 febbraio 1846) è stato uno scrittore spagnolo, ricordato principalmente per il romanzo El Señor de Bembibre (1843), capolavoro della prosa romantica di finzione spagnola, che segue il modello della novellistica di Walter Scott.

## Biografia

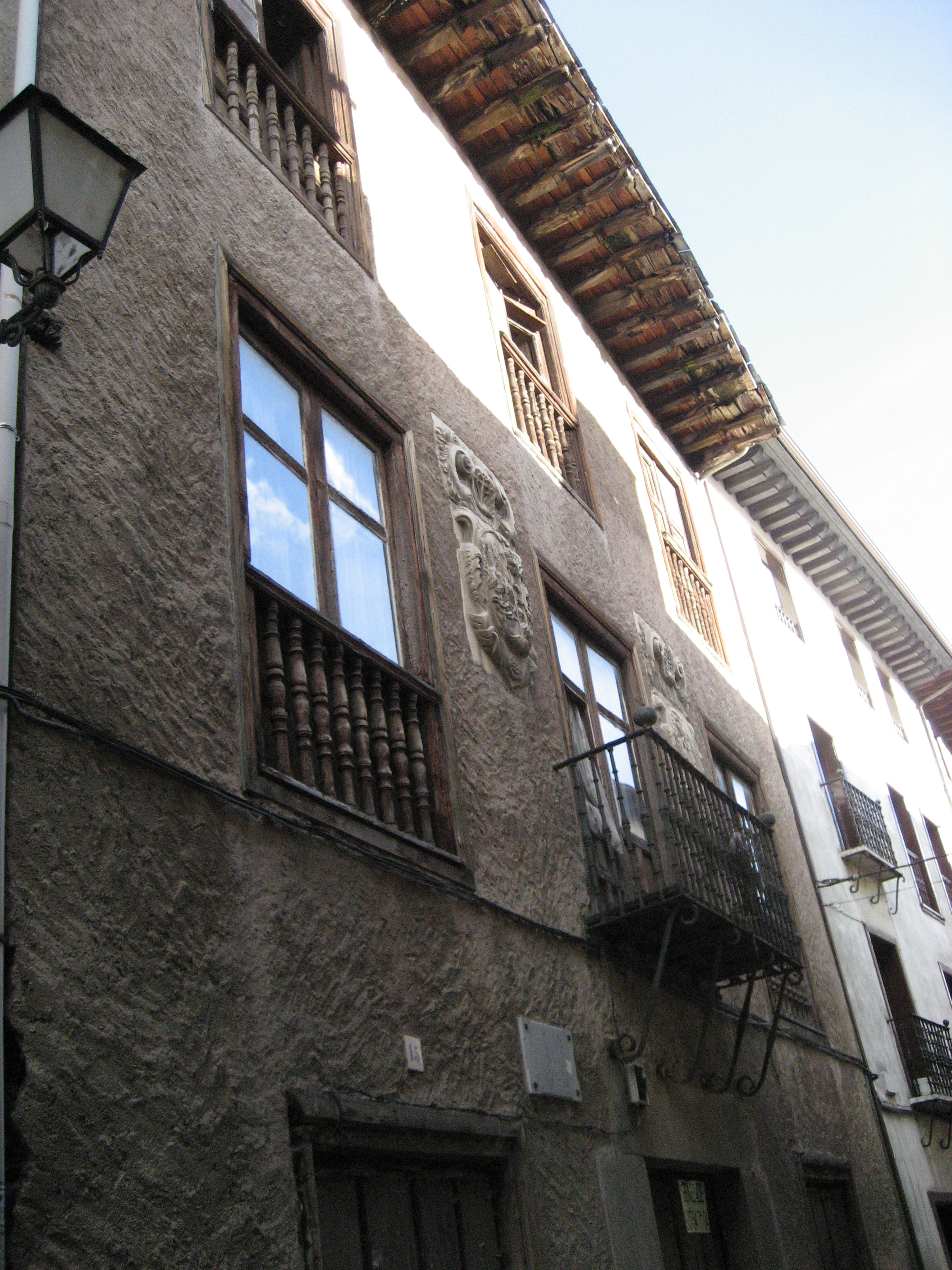
Casa in cui nacque lo scrittore Enrique Gil y Carrasco a Villafranca del Bierzo

Nato il 15 luglio 1815 nella località berciana di Villafranca del Bierzo, nella provincia di León, Gil y Carrasco è cresciuto in una famiglia benestante, cattolica e tradizionalista. Manuela Carrasco, sua madre, era originaria di Zamora. Suo padre, Juan Gil, era invece di Soria e amministrava i poderi del marchese di Villafranca e della Collegiata di Villafranca. Per tale motivo si trasferirono in questa località. Oltre a Enrique, dal matrimonio nacquero altri figli: Juana (1813), Nemesia (1817), Eugenio (1819), Pelayo Pablo (1822), che morì da bambino, e Águeda (1826), nata a Ponferrada. Con la desamortización, diversi monasteri della zona vennero messi in vendita e grandi proprietà ecclesiastiche, terre soprattutto, passarono nelle mani del marchese di Villafranca. Ciò influenzò l'interesse archeologico di Enrique; tuttavia, il padre non perse l'occasione di acquistare una casa e un terreno, secondo alcuni documenti riesumati da Jean-Louis Picoche. Dopo il decesso del marchese il 12 febbraio 1821, un ispettore fiscale ha scoperto una truffa del padre ai marchesi per un valore di 20.114 reali, che portò al licenziamento dal suo incarico e fu obbligato a restituire la somma alla marchesa. La famiglia si spostò allora a Ponferrada, benché il padre continuò per alcuni mesi a lavorare a Villafranca come amministratore del capitolo della Collegiata e dei beni di José María Sánchez di Ulloa, erede della signoria di Arganza.

### Studi e formazione
Enrique avviò i suoi studi nel convento agostiniano di Villafranca tra il 1823 e il 1828, per poi proseguirlii presso la fondazione benedettina di Vega de Espinareda, secondo quanto raccontato da fratello nella biografia Un ensueño. Il 18 ottobre 1829 prese parte al seminario di Astorga, in cui è stato più studente che studioso, e lo abbandonò per studiare Legge presso l'Università di Valladolid. Lì compare immatricolato al secondo anno nel 1832, poiché un decreto del 1830 di Fernando VII aveva ordinato la chiusura delle università. Rimase in città tra il 1831 e il 1836 dove incontrò il suo amico d'infanzia Joaquín del Pino, e conobbe José María Ulloa e Miguel de Los Santos Álvarez. È anche possibile che abbia incontrato altre persone che studiavano lì, come José Grijalba, Jerónimo Morán, Buenaventura García Escobar, Manuel di Assas o José Zorrilla. La leva di 100.000 uomini per vincere la guerra carlista lo costrinse a lasciare l'università nel 1835; fu soldato nell'esercito cristiano per due mesi, e nel dicembre 1835 riprese gli studi. Passava le estati a Ponferrada, facendo escursioni a el Bierzo. Strinse amicizia con Guillermo Bailina e con sua sorella Juana, che fu musa dei suoi primi scritti.

### Poeta e romanziere romantico
Contro la volontà del padre, andò a Madrid per proseguire i suoi studi; risulta nell'annuario delle matricole nell'anno accademico 1836-1837, al sesto anno di Diritto. Terminò tale carriera nel 1839. Non si riconciliò col padre prima che egli morisse, e ciò avvenne il 18 settembre 1837 a Ponferrada, lasciando il posto di amministratore dei redditi reali, che, essendo di carattere ereditario doveva spettare ad Enrique, ma fu invece affidato a suo fratello Eugenio. Enrique non assistette neppure al funerale. A Madrid, lo scrittore berciano fece amicizia tra i liberali; uno di loro era José de Espronceda, di cui lesse l'opera Una gota de rocío al Liceo, il 7 o 14 dicembre 1837; sempre di Espronceda, lesse il poema El cisne nel 1838. Gil y Carrasco è stato presente al funerale di Mariano José de Larra come membro aggiunto de El Parnasillo; così conobbe José Zorrilla. A el Parnasillo, in una riunione a Café del Príncipe, è sorto l'Ateneo di Madrid, il brillante Liceo artistico (di cui fu un frequentatore abituale Gil y Carrasco, sin dalla sua fondazione nel 1837), l'Istituto, e molti altri gruppi letterari.
Pubblicò alcuni poemi sulle riviste El Español e No me olvides, e divenne assiduo collaboratore di prosa e verso per El Correo Nacional, diretto da Andrés Borrego, per il quale scrisse nove poesie e, nel 1838, una storia fantastica; quello stesso anno pubblicò anche su El Liceo Artístico y Literario fino 1839 e sul Semanario Pintoresco Español, diretto da Ramón Mesonero Romanos, dal febbraio del 1839. Negli ultimi mesi del 1838 avviò la sua carriera di critico teatrale de El Correo Nacional, ma scrisse anche per La Legalidad di González Bravo, El Entreacto e El Piloto.
Nel 1838 vengono letti alcuni suoi poemi: El cisne, Polonia (un'ode patriottica), El Sil, A Blanca e Paz y porvenir (un'altra ode). In A la memoria del Conde Alange, dedicata a José de Espronceda, e A la memoria del general Torrijos lascia intravedere le sue preoccupazioni politiche liberali. Come membro del Liceo, firmò nell'album poetico consegnato alla reggente María Cristina nel ricevimento ufficiale del 30 gennaio 1838 e partecipò alla festa in occasione del trasferimento dell'associazione al Palazzo di Villahermosa il 3 gennaio 1839. In seguito, soffrì di tubercolosi, di cui era affetto da molto tempo, e tornò a Ponferrada. Durante questo periodo di prostrazione forzata, e rinvigorito dai venti autunnali, cominciò a scrivere il romanzo El lago de Carucedo, che inviò per posta a Mesonero Romanos nel marzo e aprile del 1840, e quest'ultimo lo pubblicò; in realtà, nella primavera del 1840 si sentiva già meglio e tre anni dopo terminò il romanzo storico El Señor de Bembibre. Nel Semanario Pintoresco Español riprese la sua attività come critico, scrivendo un articolo sulle Poesie di Espronceda. Il 28 novembre del 1840 ottenne, grazie al suo amico Espronceda, un posto fisso come secondo assistente nella Biblioteca Nazionale. Sfruttò la documentazione sull'Ordine dei Templari, di cui lì disponeva, per elaborare il suo futuro romanzo. Nel maggio del 1841, durante la reggenza di Espartero, iniziò a collaborare con El Pensamiento, rivista fondata dai suoi amici Eugenio Moreno, Espronceda, Ros de Olano e Miguel de los Santos Álvarez. Lì trattò argomenti come la filosofia di Juan Luis Vives o la letteratura degli Stati Uniti. Trascorse un mese durante l'estate settentrionale del 1841 a Ponferrada. Smise di pubblicare nel periodo da ottobre del 1841 a febbraio del 1843, dedicandosi alla redazione de El señor de Bembibre e agli articoli di costume che sarebbero stati pubblicati nel 1843 su Los españoles pintados por sí mismos e su Bosquejo de un viaje a una provincia de interior. 
Il 23 maggio 1842 morì il suo amico e protettore José Espronceda, al quale dedicò quello stesso giorno il suo poema "A Espronceda", seguito dalla morte di altri amici e parenti, eventi che portarono lo scrittore berciano a deprimersi. Il poema su Espronceda venne pubblicato su El Corresponsal e El Eco del Comercio. Tornò a Bierzo nell'estate del 1842, con la salute in pessimo stato, e lì fece delle escursioni per documentare il suo Bosquejo de un viaje a una provincia de interior. Nel 1843 pubblicò Los españoles pintados por sí mismos, un compendio collettivo di articoli costumbristi in cui collaborò con tre articoli, pubblicati su El Sol, e gli scritti che comporranno Bosquejo de un viaje a una provincia de interior. Offerse il suo romanzo storico appena terminato El señor de Bembibre all'editore Francisco de Paula Mellado. Inoltre, collaborò con El Laberinto, una rivista fondata da Antonio Flores, dal novembre 1843 fino alla sua partenza per Berlino nell'aprile 1844. Durante il governo del suo amico González Bravo (novembre 1843 - maggio 1844) fu nominato segretario della legazione in Prussia. Inoltre, il presidente del governo conservatore era il cognato di un amico di Gil y Carrasco, l'attore Julián Romea. A causa di questo incarico dovette viaggiare per tutti i länder e redigere diversi rapporti sull'industria tedesca. Il suo lavoro fu principalmente quello di ristabilire delle relazioni diplomatiche con la Prussia, interrotte dal 1836 e ristabilite nel 1848, poco dopo la morte di Gil. Lasciò il suo posto di bibliotecario il 29 febbraio 1844 e andò via da Madrid all'inizio di aprile; trascorreva sei ore al giorno per imparare il tedesco, lingua che alla fine padroneggerà così come il francese e l'inglese. Visitò Valencia e Barcellona dopo i pronunciamienti che provocarono la destituzione di González Bravo in favore di Narváez. Il 20 maggio si imbarcò sulla nave "El Fenicio" diretta a Marsiglia e viaggiò in Europa per quattro mesi prima di arrivare a Berlino il 24 settembre. Passò per Marsiglia, Lione, Parigi (dal 1º giugno al 9 agosto), Lille, Bruxelles, Gand, Bruges, Ostenda, Anversa, Rotterdam, L'Aia, Amsterdam, la Valle del Reno, Francoforte, Hannover, Magdeburgo e Potsdam. Ne approfittò per scrivere il suo rapporto sull'industria tedesca. Dalla Francia inviò due articoli a El Laberinto e scrisse un Diario, in cui rivelava i suoi gusti letterari: Fray Luis de León, Byron, Schiller, Goethe. A Berlino strinse amicizia con Alexander von Humboldt e conobbe il Principe Carlo e sua moglie, alla quale darà lezioni di spagnolo.

### Prematura morte a Berlino
Nell'estate settentrionale del 1845 la sua malattia si aggravò, ma preferì rimanere a Berlino piuttosto che andare a Nizza per guarire, anche per evitare il pericolo di un viaggio. Regalò copie de El Señor de Bembibre a Humboldt e al re. A nome del re, Humboldt gli offerse la Grande Medaglia d'Oro delle Arti e delle Lettere; in cambio, Enrique chiese per il suo amico la Grande croce di Carlo III, che gli consegnerà a casa sua alla fine di gennaio 1846. Tuttavia, la sua salute peggiorò rapidamente e morì la mattina del 22 febbraio 1846. Aveva premonizioni della sua fine precoce, come si può vedere nelle poesie e negli articoli, e infatti morì giovane, come molti autori del Romanticismo. Alla sua morte, lasciò la sua famiglia in povertà. Venne sotterrato nel cimitero cattolico di Santa Eduvigis, a Berlino. Alla sepoltura assistettero il barone di Humboldt, il suo amico José de Urbistondo, che pagò un semplice monumento funebre, e diversi diplomatici. I suoi resti furono ridotti quando la proprietà della tomba scadde nel 1882, e ora vi è sepolto il corpo di Peter Reichenperger; le ossa furono rimpatriate nel 1987 nella chiesa di San Francisco de Villafranca del Bierzo, grazie agli sforzi del professor Jean-Louis Picoche. Gli appunti e gli effetti personali di Gil y Carrasco rimasero nell'ambasciata di Berlino fino alla Seconda Guerra Mondiale, quando scomparvero. Tra questi vi erano appunti di viaggio e scritti, dei quali ci sono riferimenti grazie a César Morán. I necrologi vennero pubblicati su El Castellano, El Español, El Liceo de la Coruña e El Semanario.

## Opere

### Poemi
Anche se ha composto solo trentadue poesie, tutte tra il 1837 e il 1842, Gil y Carrasco merita un posto tra i poeti romantici. Ha apportato, infatti, una rara nota di intimità, malinconia vitale, impalpabilità lirica e preoccupazione postmortem che lo rendono il predecessore di Gustavo Adolfo Bécquer. Cantava la natura, rendendola partecipe dei suoi sentimenti di solitudine, disillusione, fugacità della vita, futilità degli sforzi dell'uomo: così, in "La palma del desierto", "La violeta", un fiore che divenne l'emblema della sua vita, e in "Un recuerdo de los templarios", dove evoca la decadenza del castello di Ponferrada. Si interessò alla politica del suo tempo: "A Polonia" è un lamento per la sua distribuzione; "El 2 de mayo" trabocca di forti sentimenti antifrancesi; "Paz y porvenir" esprime una grande fiducia nel futuro della Spagna. Esprime le sue preoccupazioni sull'aldilà in "El cisne" e "Un ensueño" e lascia un'eccellente elegia in "A la muerte de Espronceda", un poeta al quale, come Zorrilla, deve parte della sua ispirazione.

### Viaggi e costumi
Scrisse diversi articoli su viaggi e costumi. Tra questi, Bosquejo de un viaje a una provincia del interior, molto documentato storicamente, che utilizzò nella stesura de El señor de Bembibre; o quelli che erano il risultato della sua esperienza all'estero, "De Lyon a París", "Diario de un viaje", con osservazioni su costumi e monumenti artistici. Tra i secondi, i più notevoli sono i tre inseriti in Los españoles pintados por sí mismos, dal marcato sapore regionalista e di grande valore folkloristico e antropologico. In "El pastor trashumante" siamo introdotti con termini tecnici nel modo di vivere del pastore di Babia: il suo passaggio in Estremadura, il suo addio e ritorno, la tosatura o l'assegnazione dei pascoli. In "El segador" parla della depressione economica della Galizia che costringe i suoi abitanti ad assumersi come mietitori in Castiglia: la durezza del lavoro, il salario, il viaggio e i suoi pericoli. Gil y Carrasco allude a un arazzo di Goya come illustrazione del tipo. In "El maragato" descrive un mulattiere e una guida tra Madrid e la Galizia e un matrimonio in Maragatería è descritto in dettaglio.

### Critica letteraria
Contribuì alla critica letteraria con trentotto articoli pubblicati tra il 1838 e il 1844. Fu un critico acuto, che contribuì con valutazioni accurate del suo tempo. In "Poesías de Zorrilla", parla del poeta nazionale, della resurrezione delle tradizioni, delle sue immagini opulente e dei suoi dialoghi drammatici. Di Espronceda sottolinea le influenze di Béranger e Byron, lo scetticismo e la disperazione e il suo tentativo di democratizzare la poesia. In "Romances históricos del duque de Rivas" sottolinea l'abile sviluppo, la colorazione descrittiva, l'influenza neoclassica. Coglie l'occasione per sottolineare i difetti di El moro expósito. Scrisse anche recensioni teatrali e di libri; tra queste ultime, spiccano quelle dedicate a Juan Luis Vives, in cui percepisce il suo senso riformista e attacca Rousseau, e "De la literatura de Estados Unidos, por A. Vail", in cui indica le valutazioni spagnole della letteratura americana.

### El Señor de Bembibre
Iniziò come narratore con "El anochecer de la Florida" (El Nacional 1838), un breve romanzo sul recupero di un giovane disperato, e "El lago de Carucedo" (Semanario Pintoresco, 1840), un breve racconto sul terremoto che, secondo la leggenda, formò il lago. Nel 1844, il suo romanzo storico El señor de Bembibre apparve a Madrid e fu un grande successo. Gil y Carrasco fu ispirato a scriverlo dalle storie di Juan de Mariana e Jerónimo Zurita, dalla Crónica anónima de Fernando IV, dalla Historia genealógica de la casa de los Lara, di Salazar y Castro, e dalle Disertaciones históricas de la Orden de los Templarios di Campomanes. I suoi modelli letterari furono: Bride of Lammermoor, di Walter Scott; I promessi sposi, di Alessandro Manzoni, per il suo sfondo morale e religioso, e El templario y la villana di Juan Cortada, con cui coincide in aspetti generali.
Lo sfondo storico del romanzo è costituito dalle lotte politiche e militari che coinvolsero la scomparsa dei Templari durante il regno di Fernando IV. Il tema interessava Gil y Carrasco per diverse ragioni: l'amore per la sua terra di El Bierzo, di cui era veramente appassionato; l'innegabile romanticismo del soggetto, poiché si trattava di una storia legata alle Crociate la cui grandezza finì nel dolore; l'analogia con la Desamortización di Juan Álvarez Mendizábal, un fatto ancora vivo nella coscienza spagnola quando l'autore stava scrivendo.
La trama, interrotta qua e là da riferimenti alla storia dei Templari, si basa sullo sfortunato amore tra Beatriz e Álvaro. Destinati l'uno all'altra, l'ambizione di Alonso Osorio, padre di Beatriz, vanifica il loro destino, insieme a una nuvola di circostanze sfavorevoli che consegnano la sfortunata ragazza nelle braccia del conte di Lemos. Al culmine della disperazione, Álvaro diventa un templare, mentre una malattia lenta e insidiosa si impossessa di Beatriz. Quando il conte di Lemos muore in un combattimento con Álvaro, la vedova è piena di disperazione per i voti religiosi del suo amante. Quando il Papa lo dispensa, e quando la felicità è alla portata di entrambi, Beatriz muore in gioventù, e Álvaro riceve l'abito di San Bernardo accompagnandola alla tomba poco dopo. Come in tante altre storie romantiche, questa mette in evidenza la frustrazione della gioventù e dell'amore dovuta allo schema sociale: autorità paterna a volte, interessi politici o religiosi altre volte. Gil y Carrasco insiste sull'infelicità individuale che ne deriva, mostrando come esempio la conseguente punizione di coloro che non rispettano i diritti dell'individuo. L'estinzione della casa Osorio è, nel romanzo, un caso tipico, che viene commentato come segue:
È rimasto un esempio vivo e doloroso della vanità, dell'ambizione e dei pericoli che spesso accompagnano l'infrazione delle più dolci leggi della natura.
Ma, a parte questa lezione morale comune ai romantici, c'è qualcosa che comunica un fascino singolare e una perennità a questa produzione artistica. In primo luogo, l'accentuato senso di malinconia e tristezza del destino umano: la felicità passa, le rovine rimangono, e nulla può stravolgere il destino implacabile del tempo. Beatriz morirà, vittima della sua stessa tristezza, dopo una malattia magistralmente descritta, che sembra essere la stessa dell'autore. E tutte le altre persone saranno immerse in un sentimento nichilista, diventando ombre che brillano per un momento nel sole del pomeriggio.
D'altra parte, spicca l'importanza della natura, la cui descrizione non ha eguali all'epoca: si tratta di una natura concreta, ben nota a Gil y Carrasco, con la quale, senza dubbio, ha condiviso i dolori dell'infanzia e della malattia: il Bierzo, le sue montagne, i villaggi e i castelli, i tramonti e le mattine, così come il panorama mutevole delle stagioni, tutto è stato evocato con maestria. Infine, bisogna segnalare il ritmo lento: è un romanzo statico, in cui l'azione, minima e semplice, lascia il posto all'analisi dei sentimenti. Gli ultimi momenti di Beatriz sono magnifiche realizzazioni in questa direzione: l'emozione profonda emana dal tentativo dello scrittore di prolungare per qualche minuto una vita troncata, che non ha cullato la felicità ma la morte.

### Edizioni
Delle sue opere esistono le seguenti edizioni: El señor de Bembibre (Madrid, 1844). Ci sono state molte edizioni successive. Poesías líricas (Madrid. Medina y Navarro, 1875), prologo di Gumersindo Laverde Ruiz. Obras en prosa (Madrid, Laverde Ruiz, 1883), raccolti da J. del Pino e F. de la Vera. Obras completas (Madrid, Atlas, 1954), edizione e note di Jorge Campos, BAE, 74.
Nell'anno 2014, l'editoriale Bierzo Paradiso ha avviato l'edizione delle opere complete di Enrique Gil y Carrasco,  insieme a studi e lavori realizzati da studiosi della sua opera, in formato fisico e digitale. Nel mese di aprile sono apparsi i primi due volumi nella collezione "Biblioteca Gil y Carrasco": il primo raccoglie la sua opera poetica, e il secondo la leggenda "El Lago de Carucedo". Nel 2015, in occasione del bicentenario della sua nascita, è stata completata l'edizione delle opere di Gil y Carrasco. A Villafranca del Bierzo, sua città natale, ha avuto luogo l'apertura del Congresso Internazionale: Enrique Gil e il Romanticismo, che ha celebrato un atto di colophon ponendo il suo nome al Teatro Villafranquino al quale era legato nella sua fondazione.